# Древняя Ассирийская церковь Востока
Древняя Ассирийская церковь Востока (сир. ܥܕܬܐ ܥܬܝܩܬܐ ܕܡܕܢܚܐ ʿĒtā ʿAttīqtā d’Maḏnəḥā, араб.  كنيسة المشرق القديمة‎) — основанная в 1968 году церковь восточно-сирийского обряда, отошедшая от Ассирийской церкви Востока. Древняя Ассирийская церковь Востока и Ассирийская церковь Востока составляют Доэфесские церкви.
Возглавляется католикос-патриархом, резиденция которого находится в Багдаде (Ирак). Престол занимает Мар Гиваргис Юнан.

## История
В 1964 году часть духовенства Ассирийской церкви Востока оказалась настроена против принятия григорианского календаря. Вызывали неодобрение обычай наследования патриаршества и расположение патриаршей резиденции за границей. Главой оппозиции стал ассирийский митрополит Индии Мар Фома Дармо. В 1968 году он прибыл из Индии в Багдад и рукоположил трёх епископов. На собранном после этого соборе они избрали его новым патриархом. В то время как главой Ассирийской церкви Востока остался Мар Шимун XXI Ишая. Себя раскольники назвали Древняя Ассирийская церковь Востока. После смерти Map Фома Дармо новым патриархом-католикосом стал Мар Аддай II.
22 мая 2014 года в Чикаго в помещении прихода св. Андрея Ассирийской Церкви Востока состоялась встреча между делегациями Ассирийской Церкви Востока и Древней Церкви Востока, целью которой было объявлено создание Объединённой Церкви Востока. Представители обеих ветвей несторианской традиции выказали намерение достичь полного объединения Церкви Востока после почти пятидесяти лет разделения.

## Организация
Главой церкви является патриарх, который также носит титул католикоса, в настоящее время это Мар Гиваргис Юнан. В церкви рукоположение духовенства разделено на три традиционных порядка: диакон, священник (или пресвитер) и епископ. Церковь также имеет епископальную систему, то есть она состоит из епархий, возглавляемых епископом, которые, в свою очередь, состоят из нескольких отдельных приходских общин под контролем священников.

### Епархии Древней Ассирийской церкви Востока
- Епархия Багдада и Сирии (Багдад)
- Епархия Дахука (Дахук)
- Епархия США и Канады (Чикаго)
- Епархия Калифорнии (Модесто)
- Епархия святого Заи (Сидней)

### Архиепархии Древней Ассирийской церкви Востока
- Архиепархия Киркука (Киркук)
- Архиепархия Ниневии (Мосул)
- Архиепархия Австралии и Новой Зеландии
- Архиепархия Европы (Майнц, Германия)

## Календарь
В июне 2010 года Синод церкви официально заявил, что церковь начиная с 2010 года, будет праздновать Рождество 25 декабря, в соответствии с григорианским календарём. С момента своего создания, церковь праздновала Рождество 7 января. Это означает, что Древняя Ассирийская церковь Востока и Ассирийская Церковь Востока будут следовать одному и тому же календарю. «Календарный вопрос» был одной из главных причин раскола Ассирийской церкви Востока. Пасха по-прежнему будет отмечаться по юлианскому календарю.
Этот шаг расценивается как примирительный жест, с целью поощрить диалог между расколовшимися церквами. Совместное заседание Священного Синода между двумя церквами было отложено, и, как ожидается, состоится в ближайшем будущем.

## Патриархи Древней ассирийской церкви Востока
Церковь признаёт традиционную линию патриархов Церкви Востока от апостола Фомы до раскола 1964 года и считает себя истинным продолжением патриархов Ассирийской церкви.
- Мар Фома Дармо (1968—1969)
- Мар Аддай II (1970—2022)
- Мар Гиваргис III Юнан (с 2023)

## Численность
Приверженцами церкви являются около 100 000 верующих во всему миру, по другим данным — около 55 000. В Ираке (стране, где находится наибольшее число приходов церкви) насчитывается около 23 000 верующих (данные 1990-х годов). Помимо Ирака приходы церкви существуют в Новой Зеландии, Германии, США, Австралии.